# Domenico Mogavero
Domenico Mogavero (ur. 31 marca 1947 w Castelbuono) – włoski duchowny katolicki, biskup Mazara del Vallo w latach 2007-2022.

## Życiorys
Święcenia kapłańskie otrzymał 12 lipca 1970 z rąk kardynała Francesco Carpino i został inkardynowany do archidiecezji Palermo. Przez kilka lat pracował duszpastersko jako wikariusz parafialny, a w 1974 został wykładowcą na wydziale teologicznym w Sycylii (w latach 1984-1997 był jego wicerektorem). W latach 1979–1983 był wicerektorem seminarium w Palermo, zaś w latach 1989-1997 pracował w sądzie biskupim. W 1997 rozpoczął pracę przy Konferencji Episkopatu Włoch jako dyrektor wydziału ds. problemów prawnych, a następnie został podsekretarzem tejże Konferencji.
22 lutego 2007 papież Benedykt XVI mianował go ordynariuszem diecezji Mazara del Vallo. Sakry biskupiej udzielił mu 24 marca 2007 kard. Camillo Ruini. Uroczyste objęcie urzędu miało miejsce 1 kwietnia 2007. 29 lipca 2022 papież Franciszek przyjął jego rezygnację z funkcji biskupa diecezjalnego.